# Melissodes metenua
Melissodes metenua är en biart som beskrevs av Cockerell 1924. Melissodes metenua ingår i släktet Melissodes och familjen långtungebin. Inga underarter finns listade i Catalogue of Life.